# Club Reforma
El Club Reforma de Puebla fue un equipo de fútbol de la Ciudad de Puebla, México. El club fue fundado en 1918 Por el Francés Mexicano Enrique Lederman que también fue su primer director técnico .El equipo desaparece en 1921 debido a problemas económicos .

## Historia
El equipo nace en 1918 bajo el mandato del Mexicano de ascendencia francés Enrique Lederman quien fuese el primer Director técnico del equipo .El primer plantel fue formado en su mayoría por Mexicanos , dos Alemanes y dos Ingleses que participaban con el equipo en ocasiones .El equipo nace directamente por necesidad de competencia en la ciudad de Puebla y nace su mayor rivalidad contra el España de Puebla ,el cual pasará a ser su vecino en el viejo estadio Velódromo donde los 2 equipos llamaron su casa. La rivalidad de estos 2 equipos se sostiene hasta 1921 cuando un año antes el fundador del equipo Enrique Lederman deja al equipo y en su lugar llega el exjugador fundador del equipo Baraquiel Alatriste. Este nuevo presidente no tiene el poder económico para sostener al equipo y por falta de recursos, el equipo desaparece en 1921. Con la desaparición del equipo nacen otros 2 equipos Club México  y Club Universal  cuales no duran mucho en existencia.

### Plantel Fundador 1918
| - Luis Turcios - Miguel Aguilar - Luis San Martín - Fidenco Zurita - Fidel Luengas - Andres Millan - Francisco Millan - Baraquiel Alatriste | - Ricardo Vega Puget - Enrique Navarrete - Alfredo Aguilar - Gastón Kamer - Carlos Meyer - Pedro Scowarh - Alejandro Watter - Enrique Lederman (DT) |